# Appleby (Texas)
Appleby és una població dels Estats Units a l'estat de Texas. Segons el cens del 2000 tenia 444 habitants.

## Demografia
Segons el cens del 2000, Appleby tenia 444 habitants, 179 habitatges, i 134 famílies. La densitat de població era de 80,1 habitants/km².
Dels 179 habitatges en un 31,3% hi vivien nens de menys de 18 anys, en un 65,9% hi vivien parelles casades, en un 6,7% dones solteres, i en un 24,6% no eren unitats familiars. En el 20,7% dels habitatges hi vivien persones soles el 9,5% de les quals corresponia a persones de 65 anys o més que vivien soles. El nombre mitjà de persones vivint en cada habitatge era de 2,48 i el nombre mitjà de persones que vivien en cada família era de 2,84.
Per edats la població es repartia de la següent manera: un 22,5% tenia menys de 18 anys, un 9,9% entre 18 i 24, un 27,7% entre 25 i 44, un 25,9% de 45 a 60 i un 14% 65 anys o més.
L'edat mediana era de 38 anys. Per cada 100 dones de 18 o més anys hi havia 93,3 homes.
La renda mediana per habitatge era de 45.568 $ i la renda mediana per família de 53.929 $. Els homes tenien una renda mediana de 36.667 $ mentre que les dones 23.375 $. La renda per capita de la població era de 26.548 $. Aproximadament el 4,9% de les famílies i el 8,1% de la població estaven per davall del llindar de pobresa.

## Poblacions més properes
El següent diagrama mostra les poblacions més properes.